# Martinete (música)
El martinete es un palo flamenco, estilo musical de cante y baile andaluz.

## Características
Se trata generalmente de un cante con copla de cuatro versos octosílabos. Se considera una modalidad de la toná, al igual que la carcelera, originada en las fraguas o herrerías. Sus letras se distinguen generalmente por su contenido triste y por su tono monocorde, terminando en largos quejíos. Por ser una toná, se canta sin guitarra, aunque a veces se acompaña precisamente de sonidos de fragua, como el de un martinete golpeando el metal.

## Tipos
Existen dos tipos: el de la carcelera (el más antiguo) y el actual.